# Hilda Gobbi
Hilda Gobbi (6 de junio de 1913-13 de julio de 1988) fue una actriz húngara célebre por sus interpretaciones de mujeres mayores.

## Biografía

### Primeros años
Hilda Emília Gizella Gobbi nació el 6 de junio de 1913 en Budapest, entonces parte del Imperio austrohúngaro. Sus padres eran Ede Gobbi, húsar italiano reconvertido en industrial, y Margit (nacida como Schneckenburger), de origen alemán. Su abuelo paterno era Alois Gobbi, un notable violinista que acabaría siendo director de orquesta en el Conservatorio Nacional.
Durante su infancia, su familia vivió en una posición acomodada, ya que su padre dirigía una fábrica de rollos de papel. Sin embargo, tenía el hábito de gastar el dinero que ganaba en apuestas y mujeres, lo que acabó sumiendo a la familia en la pobreza. Por un tiempo, la pareja se separó y Hilda Gobbi y su madre se quedaron sin hogar.
Gobbi asistió al gimnasio (escuela de secundaria) Erzsébet Szilágyi y posteriormente a la Escuela de Economía Putnoki para la Educación Superior de la Mujer. Accedió a estudios de botánica en la Universidad Católica Péter Pázmány y trabajó en el jardín botánico de la universidad. Para poder continuar sus estudios, consiguió préstamos y entró con una beca en la Academia Nacional de Teatro, donde cursó sus estudios entre 1932 y 1935.

### Carrera
Tras completar sus estudios en la Academia, Gobbi consiguió un contrato con el Teatro Nacional en 1935, y participó en numerosas producciones. Fue una artista destacada en las producciones del sindicato Vasas. Su primer papel cinematográfico fue en El castillo prestado (en húngaro: A kölcsönkért kastélyban, 1937), y al año siguiente interpretó a una mujer excéntrica en La señora está algo loca (en húngaro: A hölgy kissé bogaras, 1938). Incluso durante su juventud obtuvo su reputación interpretando a mujeres mayores.
Durante la ocupación nazi de Hungría, Gobbi trabajó con la Resistencia. Su padre falsificó documentos para eximir a los hombres del servicio militar, que Gobbi se encargó de distribuir.
Gobbi estuvo activa en la política y militó en el Partido Comunista hasta 1956, cuando dejó el partido debido a diferencias ideológicas: sintió que el partido había abandonado al pueblo. Al estar muy presente en ella su época de carencias económicas, Gobbi desarrolló una fuerte conciencia social y se preocupó en crear numerosas organizaciones para asistir a actores. En 1947, fundó la Residencia de Actores Árpád Horváth para proporcionar a actores aspirantes un lugar donde dormir y estudiar. Al año siguiente, creó el Hogar para Actrices Mari Jászai, y en 1949 el Hogar para Actores Árpád Ódry, dos residencias para actores ancianos. Durante sus años de necesidad, Gizi Bajor, que fue para ella una mentora, una vez le regaló unos zapatos. En 1952, tras la muerte de Bajor, Gobbi compró su villa y creó un museo de la actuación nombrado en su honor. Además de Bajor, el museo contó con habitaciones dedicadas a Marian Jászai y Emília Márkus.
Después de concluir la temporada teatral de 1959, Gobbi dejó el Teatro Nacional y empezó a trabajar en 1960 en el Teatro József Attila. En una época en la que la homosexualidad en Hungría era ilegal, Gobbi mostró abiertamente su condición de lesbiana y se vistió habitualmente con ropa de hombre. Después de que Hédi Temessy se divorciase de su marido, comenzó una relación con Gobbi, con la que vivió entre finales de los años 50 y los 60 en Buda. Tras 1961, la homosexualidad había dejado de ser ilegal, pero siguió considerándose una enfermedad. Tras terminar su relación con Temessy, Gobbi empezó otra con la escritora Erzsébet Galgóczi. En 1971, volvió al Teatro Nacional y permaneció allí hasta 1982, tras lo cual se trasladó al Teatro József Katona y siguió actuando hasta su fallecimiento.
Cuando recibió un premio monetario por su 70.º cumpleaños en 1983, lo donó íntegramente para rehabilitar el Teatro Nacional. Organizó una campaña nacional de recaudación de fondos en la que se obtuvieron 3300 millones de florines, pero el teatro nunca se construyó y hubo acusaciones de mal uso de los fondos por parte del gobierno.
Gobbi actuó tanto en el cine como en la radio y en el teatro en una carrera que se extendió más de 50 años. Fue una actriz versátil que participó en una amplia gama de producciones que iba desde la comedia hasta la tragedia. No rehuyó de los papeles complejos, y fue conocida por su sentido del humor y sus caricaturas, creando muchos papeles memorables. Algunas de sus papeles más célebres fueron Gertrudis en Bánk bán (József Katona); Gertrudis en Hamlet (Shakespeare), el papel principal de Karnyóné (Mihály Csokonai Vitéz), Sagittarius Misi en Légy jó mindhalálig (Zsigmond Móricz), Rizi en Pisti a vérzivatarban (István Örkény), la madre en A szent család (La sagrada familia, de György Schwajda) y la anciana de Csirkefej (Cabeza de pollo, de György Spiró). Dos de sus papeles más recordados fueron el de la tía Szabó, en el serial radiofónico La familia Szabó y la anciana aristócrata cleptómana de Mágnás Miska.
En 1982, Gobbi publicó su autobiografía, Közben--, con la editorial Szépirodalmi Kiadó.

## Muerte y legado
Gobbi murió el 13 de julio de 1988 en Budapest. Como no tenía familiares vivos, de acuerdo con su voluntad, legó su finca al Teatro Nacional con instrucciones de vender su vivienda de Buda y utilizar dos tercios de ese dinero para crear un premio a la mejor producción teatral llamado Premio Aase, en honor a la madre de Peer Gynt. El tercio restante serviría para crear un fondo de asistencia para actores.
En el centenario de su nacimiento, recibió numerosos homenajes en Budapest.
También legó al Teatro Nacional su residencia de vacaciones de Visegrád para crear un teatro en esa ciudad. Sin embargo, nunca se construyó el teatro, y en 2017 el asunto fue motivo de polémica, ya que la propiedad se había degradado con los años. El Teatro Húngaro de Pest asumió el proyecto en 2016, pero para abril de 2017 no se había avanzado nada.

## Condecoraciones
Hilda Gobbi recibió numerosos galardones a lo largo de su carrera artística, como el Premio Wolf Ratko (1941), el Premio Kossuth (1949), el Premio al Artista Meritorio (1950), el Premio al Artista Excepcional (1955), el Mérito de Oro al Trabajo (1973), el Premio SZOT (1977), la Orden de la Bandera de la República de Hungría (1983) y la Orden de la Bandera Iluminada de la República Popular de Hungría (1988).

## Filmografía selecta
- Péntek Rézi (1938)
- A hölgy egy kissé bogaras (1938)
- Dr. Kovács István (1942)
- Szabotázs (1942)
- Mágnás Miska (1949)
- Janika (1949)
- Különös házasság (1951)
- Hannibál tanár úr (1956)
- Tegnap (1959)
- Az aranyember (1962)
- Ferien mit Piroschka (1965)
- Egri csillagok (1968)

### Citas
1. 1 2 3 4 5 6 7 8 9 10  Magyar Hangosfilm Lexikon, 1982.
2. 1 2 3 4 5 6 7  Trogmayer, 2013.
3. 1 2  NemBulvár Magazine, 2013.
4. 1 2 3 4 5  National Széchényi Library, 2013.
5. ↑  Ungváry, 2011, p. 263.
6. 1 2 3  Tamás, 2014.
7. ↑  Gábor, 2014.
8. ↑  van der Hoorn, 2009, p. 186.
9. ↑  Székely y Török, 1994, p. Gobbi.
10. 1 2 3  Bakk, 2013.
11. 1 2  BorsOnline, 2017.